# Aristòfanes de Bizanci
Aristòfanes de Bizanci (en llatí Aristophanes, en grec antic Άριστοφάνης) fou un escriptor grec, fill d'Apel·les. Va viure a Alexandria vers el 264 aC durant els regnat de Ptolemeu II Filadelf (284 aC-246 aC) i Ptolemeu III Evergetes I (246 aC-222 aC) i va tenir la direcció de la Biblioteca d'Alexandria.
Va ser deixeble d'Eufrònides de Corint, Zenòdot d'Efes i Erastòtenes i mestre del cèlebre Aristarc de Samotràcia. Va fundar una escola a la ciutat i va fer una gran feina pel coneixement de la llengua i la literatura grega. Fou l'introductor dels accents a la llengua grega. Va escriure obres sobre Homer, Plató i Aristòtil. Dels seus escrits només es conserven alguns fragments.